# Генеральное консульство США во Владивостоке
Генеральное консульство США во Владивостоке (англ. U.S. Consulate General in Vladivostok) — дипломатическая миссия США во Владивостоке, предоставляющая консульские услуги российским и американским гражданам на Дальнем Востоке и в Восточной Сибири. В 1994—2021 годах генконсульство располагалось в Ленинском районе Владивостока, по адресу: Пушкинская улица, дом 32.

## История

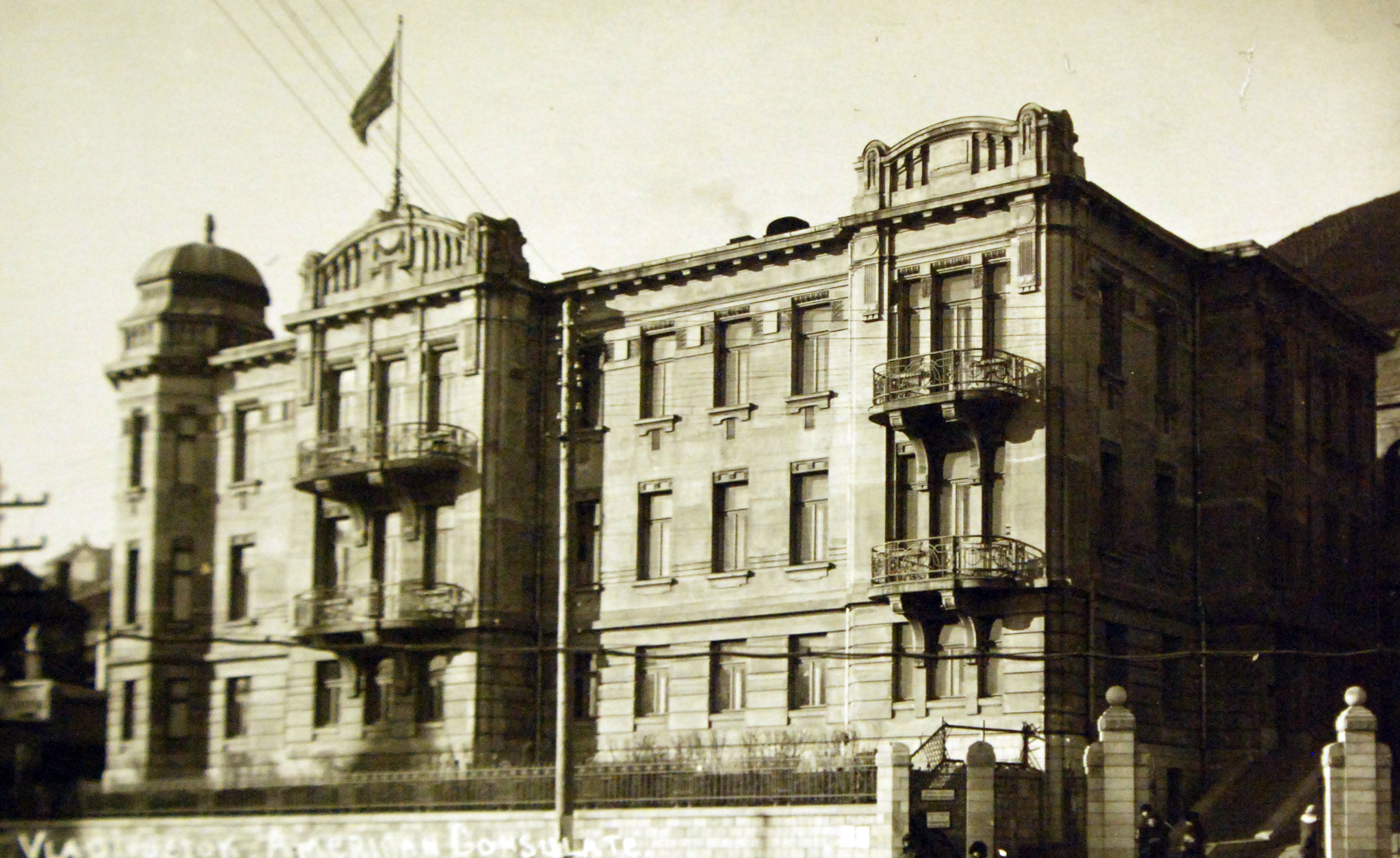
Старое здание консульства США во Владивостоке, 1919 г.

Первое консульство США во Владивостоке было открыто в период Российской империи, в 1875 году, которое вскоре было закрыто по итогу Советской революции в 1923 году. Во времена СССР из-за концентрации оборонных отраслей промышленности большая часть Дальнего Востока наряду с самим Владивостоком оставались закрытыми для иностранцев в течение десятилетий во время Холодной войны, из-за чего большинству жителей было запрещено выезжать за границу и знакомство с западными идеями было строго ограничено. Генеральное консульство США во Владивостоке было официально восстановлено 22 сентября 1992 года, через год после открытия города для посещения иностранцами и российскими гражданами в частности. С 1994 года располагалось в кирпичном доме № 32 на Пушкинской улице.
В марте 2020 года Генеральное консульство США во Владивостоке полностью приостановило выдачу виз и оказание консульских услуг из-за пандемии COVID-19, в то время как консульство США в Екатеринбурге сделала ограничение в оказании услуг в экстренных случаях. Вскоре, 1 апреля 2021 года было объявлено о том, что консульство США во Владивостоке не сможет возобновить работу ввиду нехватки персонала и вновь приостановило свою деятельность на неопределённый срок. По словам генконсула Луиса Кришока, оказание визовых и консульских услуг в ближайшее время будут осуществляться только в посольстве США в Москве и в консульском агентстве США в Южно-Сахалинске.
После отъезда американских дипломатов, к сентябрю 2023 года все этажи здания генконсульства на Пушкинской улице были оборудованы под бизнес-центр. 15 апреля 2024 года в старое здание консульства США переехало генеральное консульство Республики Узбекистан.
Генеральное консульство США во Владивостоке включало в себя: визовый отдел, отдел печати и культуры и представительство Министерства сельского хозяйства США.

## Генеральные консулы
| Срок      | Консул                   | Прим.  |  |
| --------- | ------------------------ | ------ |  |
| 1875—?    | Уильям Мортон            | [ 1 ]  |  |
|           |                          |        |  |
| 1992—1994 | Рэндалл Лекок            | [ 4 ]  |  |
| 1994—1996 | Дезире Милликан          | [ 1 ]  |  |
| 1996—1998 | Джейн Миллер Флойд       | [ 1 ]  |  |
| 1998—1999 | Дуглас Кент              | [ 1 ]  |  |
| 1999—2001 | Лисбет Рикерман          | [ 1 ]  |  |
| 2001—2002 | Джеймс Шумейкер          | [ 1 ]  |  |
| 2002—2004 | Памела Спратлен          | [ 1 ]  |  |
| 2004—2007 | Джон Марк Поммершайм     | [ 11 ] |  |
| 2007—2010 | Томас Армбрустер         | [ 12 ] |  |
| 2010      | Патрисия Миллер и. о.    | [ 13 ] |  |
| 2010—2013 | Сильвия Рид Карран       | [ 14 ] |  |
| 2013—2016 | Эрик Андерс Хольм-Ольсен | [ 15 ] |  |
| 2016—2019 | Майкл Кийс               | [ 16 ] |  |
| 2019—2021 | Луис Кришок              | [ 17 ] |  |